# 1000 dollari sul nero
1000 dollari sul nero è un film western del 1966 diretto da Alberto Cardone (accreditato come Albert Cardiff). In questo film il personaggio di Sartana è interpretato da Gianni Garko.
Il film, all'interno del filone degli spaghetti western, è famoso per essere il primo in cui compare il nome  di Sartana, più esattamente "El General Sartana" un pistolero pazzoide. Il film ebbe un enorme successo in Germania, dove il nome John Garko passò sopra il titolo e quello del protagonista Antony Stephen scivolò al secondo posto. Successivamente il produttore Aldo Addobbati poté fare, grazie ad una ricca coproduzione tedesca sul nome di John Garko, il film "Se incontri Sartana prega per la tua morte", che vede Gianni Garko non più antagonista come in "100 $ sul nero" ma protagonista per la prima volta col nome Sartana. Gianni Garko ricoprirà il ruolo di Sartana in altri 3 film. 
L'appellativo diSartana fu utilizzato in numerosi altri film dove il personaggio non aveva nessuna caratteristica dell'originale eccetto il nome.

## Trama
Johnny Linston  torna a Campos, sua città natale, dopo 12 anni passati ingiustamente in prigione per l'assassinio di Edward Rogers. Giunto in paese, si accorge subito che le cose sono cambiate: suo fratello Sartana, tiranneggia  Campos e le piccole città circostanti, derubando continuamente le famiglie. Inoltre Sartana ha stuprato e rapito la donna di Johnny, Manuela, e tiene prigioniero Jerry, il fratello sordomuto di Manuela. Johnny cerca di spaventare Sartana, tendendogli delle trappole e uccidendo alcuni suoi collaboratori, e spera di convincerlo a non razziare più i paesi. Quando il fratello rifiuta ogni tipo di patto, sprona però i paesi ad unirsi, e a combattere contro Sartana. 

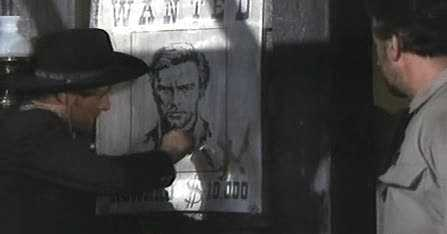
Sartana disegna col sangue un "W" sul suo manifesto di ricercato davanti allo sceriffo

Il giudice Waldorf (lo stesso giudice che lo mandò in galera per l'omicidio commesso da suo fratello) è in combutta con Sartana e getta fango su Johnny per convincere la cittadinanza a continuare a pagare i tributi al bandito. Johnny inizia così una sua guerra personale insieme a Jerry, il sordomuto, che dimostra una insperata abilità con gli esplosivi. Sartana allora, decide di tendere una trappola al fratello: rapisce infatti Joselita Rogers dicendo che l'ucciderebbe se Johnny non si recasse nel suo accampamento. Fiutando la trappola, Johnny si reca all'accampamento imbottito di esplosivo e riesce a minacciare il fratello mettendo in salvo la ragazza. Lui però resta nelle mani di Sartana che comunque non riesce ad uccidere quello che considera il suo stesso sangue e ordina l'omicidio ad alcuni suoi sicari. Johnny tuttavia riesce a liberarsi dai suoi aguzzini e torna in città per spronare ancora una volta i suoi concittadini; ancora una volta il giudice impedisce che le parole di Johnny sortiscano l'effetto desiderato. 

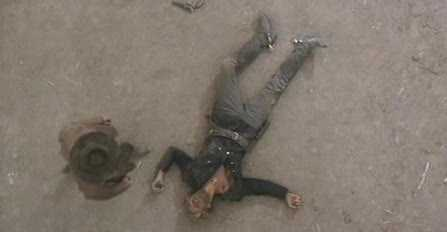
Johnny davanti al cadavere del fratello (Sartana) appena ucciso

Sartana intanto, venuto a sapere che Johnny è ancora vivo, mette a ferro e fuoco la piccola città. Quando comincia a credere che il giudice lo stia tradendo, Sartana uccide anche lui e la cittadinanza capisce che i due erano segretamente in combutta. Di fronte alla verità, le loro coscienze si risvegliano dando vita a una guerra sanguinosa contro i pistoleri di Sartana. Sartana ordina il ritiro, ma trova la strada sbarrata da Johnny, che obbliga il fratello a scontrarsi a duello. Non potendo evitare lo scontro, Sartana abbraccia il fratello un'ultima volta, e si allontana da lui mettendosi in posizione per il duello. Johnny ferisce ad una spalla Sartana, graziandolo, ma quando questi con l'altra mano cerca di prendere un'altra pistola, Manuela, vendicandosi dei soprusi ricevuti, lo uccide con una fucilata.

Johnny, emotivamente distrutto per aver contribuito all'uccisione di suo fratello, mette il cadavere sul suo cavallo e si allontana dalla città.
Il film si conclude con una citazione della Bibbia: "Non odiare il tuo fratello nel tuo cuore, e non levarti contro il tuo sangue. Levitico, XIX"
Il titolo "1000 dollari sul nero" fa riferimento ad una collana dal valore di circa 1000 dollari che Sartana regala a sua madre, vestita, appunto di nero. Johnny che assiste alla scena, provocatoriamente istiga il fratello dicendogli: "L'hai strappata dal collo di un cadavere?".

## Proiezione
Il film uscì in Italia il 18 dicembre 1966.

## Errori
- Nel duello tra Jerry e Ralph, quest'ultimo riesce ad armarsi di un'accetta. Jerry riesce miracolosamente a salvarsi tendendo una corda alle sue spalle e spostandosi all'ultimo momento, evitando l'attacco di Ralph. Tirando la corda inoltre riesce a togliere l'accetta dalle mani di Ralph, disarmandolo, ma fa di più: ruotando la corda infatti riesce a far girare l'accetta attorno al suo asse e a lanciarla contro Ralph, il quale viene colpito in pieno petto. A parte la difficoltà estrema del tutto, il fatto è che Ralph morente, cade al suolo, mostrando l'accetta conficcata nella schiena.